# Igor Demo
Igor Demo (Nitra, Checoslovaquia, 18 de septiembre de 1975) es un ex-futbolista eslovaco, se desempeñaba como centrocampista y se retiró en 2007.

## Clubes
Clubes
| Club                     | País         | Año       | Partidos | Goles |
| ------------------------ | ------------ | --------- | -------- | ----- |
| FC Nitra                 | Eslovaquia   | 1990-1994 | 41       | 4     |
| SK Slovan Bratislava     | Eslovaquia   | 1994-1997 | 77       | 12    |
| PSV Eindhoven            | Países Bajos | 1997-2000 | 27       | 0     |
| Borussia Mönchengladbach | Alemania     | 2000-2005 | 142      | 28    |
| Grazer AK                | Austria      | 2005-2006 | 14       | 0     |
| FC Nitra                 | Eslovaquia   | 2006      | 12       | 1     |

- Datos: Q922883